# Diadi
Diadi è una municipalità di quarta classe delle Filippine, situata nella Provincia di Nueva Vizcaya, nella regione della Valle di Cagayan.
Diadi è formata da 19 baranggay:
- Ampakling
- Arwas
- Balete
- Bugnay
- Butao
- Decabacan
- Duruarog
- Escoting
- Langca
- Lurad
- Nagsabaran
- Namamparan
- Pinya
- Poblacion
- Rosario
- San Luis
- San Pablo
- Villa Aurora
- Villa Florentino